# Kocku von Stuckrad
Kocku von Stuckrad (Kpandu, Ghana, 6 april 1966) is een Duits religiewetenschapper en schrijver. Per 1 september 2009 is Von Stuckrad aan de Rijksuniversiteit Groningen verbonden als hoogleraar Religiewetenschap.

## Leven
Von Stuckrad studeerde vergelijkende godsdienstwetenschap, filosofie en Judaïstiek aan de universiteit van Bonn en Keulen en rondde zijn studie af in 1995. Tussen 1997 en 1999 deed Von Stuckrad promotieonderzoek aan de Universiteit Bremen. Hij promoveerde cum laude op een vergelijkende religiewetenschappelijke studie over astrologie in het Jodendom en het vroege Christendom. Van 1999 tot 2002 werkte Von Stuckrad aan zijn tweede promotie, een studie over (neo)-sjamanisme in West-Europa. In deze periode was hij verbonden aan de universiteit Bremen en aan het Max Weber-Kolleg van de Universiteit van Erfurt. In 2002 vervulde Von Stuckrad een gasthoogleraarschap 'Moderne Religiewetenschap' aan de Universiteit van Bayreuth. 
Van 2002 tot 2009 was Von Stuckrad als Universitair Docent verbonden aan de onderzoeksgroep 'geschiedenis van de hermetische filosofie en verwante stromingen' van de faculteit der Geesteswetenschappen aan de Universiteit van Amsterdam. Per 1 september 2009 werd Von Stuckrad benoemd tot hoogleraar Religiewetenschap aan de Rijksuniversiteit Groningen. Tot zijn leeropdracht behoren de bestudering van de comparatieve Europese religiegeschiedenis en het leveren van een bijdrage aan de verdere ontwikkeling van het subgebied 'Method and Theory in the Study of Religion.' In zijn hoogleraarspositie heeft Von Stuckrad “transformatie van het religieuze veld sinds 1750” als zijn eerste onderzoekszwaartepunt geformuleerd. In dit kader focust hij zijn eigen onderzoek op de discursieve transfers tussen religie aan de ene kant en natuurwetenschap en natuurfilosofie aan de andere kant.

## Onderzoeksgebied
Von Stuckrad is een specialist op het gebied van de Europese religiegeschiedenis, de geschiedenis van de astrologie, evenals van de samenhang tussen natuurfilosofie, natuurwetenschap, esoterie en religie. Ook houdt hij zich bezig met theorie en de methode van bestudering van religie. Hij heeft zeven monografieën op zijn naam staan (in vier talen vertaald) en tientallen artikelen gepubliceerd in internationale wetenschappelijke tijdschriften. Tevens is hij redacteur van verschillende wetenschappelijke boekenseries en encyclopedieën en is hij samen met Hans Kippenberg de oprichter van het Journal of Religion in Europe.
Von Stuckrad is actief in verscheidene internationale onderzoeksverbanden en spant zich in voor het uitbouwen van religiewetenschap op topniveau. Hij bekleedt organisatorische posities binnen de American Academy of Religion, is secretaris van het Nederlands Genootschap voor Godsdienstwetenschap en is sinds 2009 voorzitter van de International Society for the Study of Religion, Nature, and Culture.

## Publicatie (selectie)

### Monografieën (in chronologische volgorde)
- Frömmigkeit und Wissenschaft: Astrologie in Tanach, Qumran und frührabbinischer Literatur. Lang, Frankfurt 1996, ISBN 3-631-49641-9 (Europäische Hochschulschriften / Reeks 23, Theologie; Deel 572) (tevens herziene versie van het proefschrift Universiteit Bonn 1994).
- Lilith: im Licht des schwarzen Mondes zur Kraft der Göttin. 1e druk. Aurum, Braunschweig 1997, ISBN 3-591-08411-5. 
  - 2e druk in gelijke oplage: Aurum, Bielefeld 2004, ISBN 3-89901-411-1.
- Das Ringen um die Astrologie: jüdische und christliche Beiträge zum antiken Zeitverständnis. Uitgeverij de Gruyter, Berlin u.a. 2000 (912 pagina's), ISBN 3-11-016641-0 (Religionsgeschichtliche Versuche und Vorarbeiten; Band 49) (tevens proefschrift Universiteit Bremen 1999).
- Schamanismus und Esoterik: Kultur- und wissenschaftsgeschichtliche Betrachtungen. Peeters, Leuven (België) 2003 (337 pagina's), ISBN 90-429-1253-7 (Gnostica, Deel 4) (tevens promotiescriptie Universiteit Bremen 2001).
- samen met Hans Gerhard Kippenberg: Einführung in die Religionswissenschaft - Gegenstände und Begriffe. Beck, München 2003, ISBN 3-406-50207-5.
- Geschichte der Astrologie: von den Anfängen bis zur Gegenwart. Beck, München 2003, ISBN 3-406-50905-3.
  - Uitgave met hardcover in gelijke oplage: Beck, München 2007, ISBN 978-3-406-54777-5 (Beck'sche Reihe, Band 1752).
  - Vertalingen in het Spaans (2005), Italiaans (2005), Braziliaans Portugees (2007).
- Was ist Esoterik? - Kleine Geschichte des geheimen Wissens. Beck, München 2004, ISBN 3-406-52173-8.
  - Engelse vertaling van Nicholas Goodrick-Clarke als Western esotericism: a brief history of secret knowledge. Equinox, London und Oakville 2005, ISBN 1-84553-034-9.

### Enkele uitgekozen essays
- Heilung durch die Geister: der moderne westliche Schamanismus. In: Werner H. Ritter und Bernhard Wolf (Hrsg.): Heilung - Energie - Geist: Heilung zwischen Wissenschaft, Religion und Geschäft. Vandenhoeck und Ruprecht, Göttingen 2005, ISBN 3-525-61585-X (Biblisch-theologische Schwerpunkte, Band 26), S.187-207.
- Moderne Astrologie: Hermeneutik der Seele. In: Alfred Bellebaum und Detlef Herbers (Hrsg.): Glücksangebote der Alltagswelt. Aschendorff, Münster 2006, ISBN 3-402-00403-8, S.207 -227.
- Interreligious Transfers in the Middle Ages: The Case of Astrology. In: Journal of Religion in Europe 1 (1) / 2008, pp. 34–59 (hier digitaal leesbaar).